# Гай, Гая Дмитриевич
Га́я Дмитриевич Гай (настоящее имя Гайк Бж(и)шкя́н(ц), арм. Հայկ Բժշկյանց; 1887—1937) — советский военачальник армянского происхождения, участник Гражданской войны и Советско-польской войны. Расстрелян 11 декабря 1937 года в ходе репрессий в РККА. Впоследствии был посмертно оправдан.

## Биография

### Ранние годы
Армянин, родился в Тебризе (Персия), в семье народного учителя.
В 1901 году переезжает в Тифлис, где учится в армянской духовной семинарии.
С 1903 года принимал участие в революционном движении. Член РСДРП с 1904 года (указывают на его вступление в Армянскую социал-демократическую (гнчакскую) партию и в отряд фидаинов).
После окончания школы инструкторов и офицеров в Тифлисе добровольно отправился на фронт. Командовал ротой армянских добровольцев в шестой дружине, воевавшей на Кавказском фронте против турок. В Первую мировую войну дослужился до чина штабс-капитана, генералом Юденичем был награждён двумя Георгиевскими крестами и одной медалью.

### Карьера в РККА
После Октябрьской революции вступил в РКП(б). Во время Гражданской войны во главе сформированных им частей вёл борьбу против Чехословацкого корпуса и оренбургских казаков генерала Дутова. В июле 1918 руководил обороной Симбирска. Несмотря на значительное преимущество в живой силе, артиллерии и выборе позиции для обороны потерпел поражение от наступающих белых частей подполковника В. О. Каппеля, взявшего город 21 июля 1918 года. Командовал следующими частями и соединениями:
- июль—ноябрь 1918: 1-я Симбирская пехотная дивизия (с ноября 1918 — 24-я Симбирская), взявшая Симбирск и в дальнейшем получившая наименование Самаро-Ульяновская «Железная» дивизия. За его подписью отправлена известная телеграмма выздоравливающему после покушения Ленину: «Взятие вашего родного города, это ответ за одну вашу рану, а за другую рану будет Самара»;
- декабрь 1918 — июнь 1919: 1-я армия в составе Восточного фронта РККА, которую принял после отбытия М. Н. Тухачевского на Южный фронт и которой командовал во время весеннего наступления белых;
- август—сентябрь 1919: 42-я стрелковая дивизия Южного фронта;
- с 25 сентября 1919 года по 3 марта 1920 года[2]: 1-я Кавказская «дикая» кавалерийская дивизия Южного фронта.

Весной 1920 года командовал 2-м Кавказским кавалерийским корпусом Южного фронта РСФСР. Во время советско-польской войны — командующий 3-м конным корпусом на Западном фронте РСФСР. После перехода польских войск в контрнаступление в конце августа 1920 года 3-й конный корпус с частями 4-й и 15-й армии был прижат к польско-германской границе и, не сумев пробиться на восток у Кольно, вместе с 2000 пленёнными ранее поляками, перешёл на немецкую территорию в Восточной Пруссии, где был интернирован.
В июне 1922 года Г. Д. Гай закончил Высшие военно-академические курсы. Приказом Реввоенсовета Республики он назначается командиром 11-й кавалерийской дивизии.
В 1922 году нарком по военным делам ССР Армении. С мая 1923 по 1924 год — командир 7-й Самарской кавалерийской дивизии имени английского пролетариата, входившей в состав Западного округа. В дивизии служил Г. К. Жуков, который впоследствии с большим уважением отзывался о Гае в своих мемуарах. Именно по инициативе Гая Жуков в 1924 году поступил в Высшую кавалерийскую школу в Москве.
По приказу наркома, командующий Западным военным округом А. И. Корк поручил Гаю сформировать 3-й конный корпус.
25 мая 1925 года приказом Реввоенсовета Республики Г. Д. Гай зачисляется в Военную академию РККА.
В 1927—1929 годах — командир 3-го кавалерийского корпуса имени Белорусской ССР, в состав которого входили 7-я Самарская, 6-я Чонгарская дивизии и отдельная кавалерийская бригада.
В 1929—1933 годах — адъюнкт, затем преподаватель кафедры истории военного искусства Военной академии им. М. В. Фрунзе. В 1933—1935 годах — профессор и начальник кафедры истории войн и военного искусства в Военно-воздушной академии имени Н. Е. Жуковского.
Председатель московской районной комиссии по «чистке членов партии и кандидатов в члены партии в течение 1933 года» принятой Политбюро ЦК ВКП(б) 10 декабря 1932 г.

### Опала, арест и гибель
В июне 1935 года был снят со всех постов, уволен из РККА и исключён из ВКП(б). Арестован 3 июля 1935 года. Обвинён в «создании военно-фашистской организации в РККА». В письме, направленному наркому внутренних дел СССР Г. Ягоде из тюрьмы, Г. Гай признал, что, «будучи выпивши, в частном разговоре с беспартийным, сказал, что „надо убрать Сталина, всё равно его уберут“». Жена Гая, Наталия Яковлевна, обратилась за помощью к видному большевику Петру Кобозеву, чтобы он просил Сталина помиловать её мужа. Также в архивах содержится письмо в адрес Сталина с прошением о помиловании от самого Г. Д. Гая. Сталин через помощника передал Кобозеву: «НКВД разберётся». 15 октября 1935 г. был приговорен ОСО при НКВД СССР по обвинению в причастности к контрреволюционной группе к 5 годам тюремного заключения. При этапировании из Москвы в Ярославский политизолятор 22 октября 1935 года бежал, выпрыгнув на ходу из вагона поезда (его везли в пассажирском, а не в специальном вагоне), при падении получил травмы и спустя несколько дней был схвачен направленными на его поиски сотрудниками НКВД.
Два года находился в заключении. 11 декабря 1937 в ходе кампании массовых «чисток» в РККА был расстрелян. Посмертно реабилитирован.

## Семья
Сестра — Александра Дмитриевна.
Дважды женат:
- 1-я жена — Колопотян Аро Петровна. От этого брака детей не было.
- 2-я жена, с 1928 года — Клокова Наталья Яковлевна 1908 г.р.

Дочь[уточнить] — Тамара (1922—1976).

## Награды
- За участие в Первой мировой войне награждён двумя Георгиевскими крестами и одной медалью.
- Был дважды награждён Орденом Красного Знамени[11]: в 1918 году — за боевые действия в районе Волги (Постановление Реввоенсовета от 8 августа 1919 года) и в 1920-м — за польскую кампанию[12].
- Серебряная Звезда Армении
- Почётный гражданин Минска[13].
- В 1926 году личный состав 71-го стрелкового полка 24-й «Железной» дивизии избрал Гая почётным красноармейцем полка (утверждён приказом Реввоенсовета № 258 от 26 апреля 1926 года).

## Память
- В Ереване его именем назван проспект, а также поставлен памятник.
- Именем Гая названо село в Армавирской области Армении.
- В 1926 году станица Николаево-Романовская была переименована в честь Гая в Гаевскую.
- В Железнодорожном районе города Ульяновска в 1967 году его именем названа улица, ставшая проспектом, а также в 1986 году воздвигнут Памятник Г. Д. Гаю.
- В городе Сенгилей Ульяновской области установлен бюст Г. Д. Гая
- Имеются также улицы Гая в городах Гродно, Минск, Самара, Октябрьск, Оренбург, Ульяновск, Сенгилей, Бузулук и Старый Оскол; бульвар Гая в городе Тольятти.
- В центральной части г. Оренбурга в честь Г. Д. Гая названа улица, на которой установлен его бюст.
- В Самаре на стене особняка В. М. Сурошникова, где в 1918 году располагался штаб Самарско-Симбирской «железной» дивизии, которой командовал Гай, установлена мемориальная доска.
- В 1963 году в его честь был назван речной пассажирский теплоход проекта 305 «Комдив Гай».
- В 1967 году была выпущена почтовая марка СССР, посвященная Гаю.
- Гайк Бжишкян несколько раз упоминается в романе Хачика Даштенца «Зов пахарей», повествующем о партизанской борьбе армянских гайдуков против османских властей на рубеже XIX—XX веков.
- Также он — персонаж романа «Диктатор» (Издательский дом «Армада», 1998 год).
- Г. Д. Гай — персонаж фильмов «Подданные революции» (Свердловская киностудия, 1987) и «Умри на коне» (Арменфильм, 1979).
- Бульвар Гая (Тольятти)
- Улица Гая (Самара)
- В Москве на улице Усачева, дом 29/6 с 1927 по 1935 год жил Г. Д. Гай (мемориальная доска, 1971)[14].
- В 2021 году остановочный пункт 875 км (Ульяновская область) переименован в «Имени Г. Д. Гая»[15].

- Мемориальная доска в Ереване на ул. Анрапетутян, д. 28
- Мемориальная доска на здании УТУ
- Мемориальная доска памяти Г. Д. Гая в Самаре
- Памятник Гаю в Ереване
- Памятник Г. Д. Гаю в Ульяновске
- Памятник Г. Гаю в школьном дворе в Тольятти
- Почтовая марка СССР (1967)